# 때

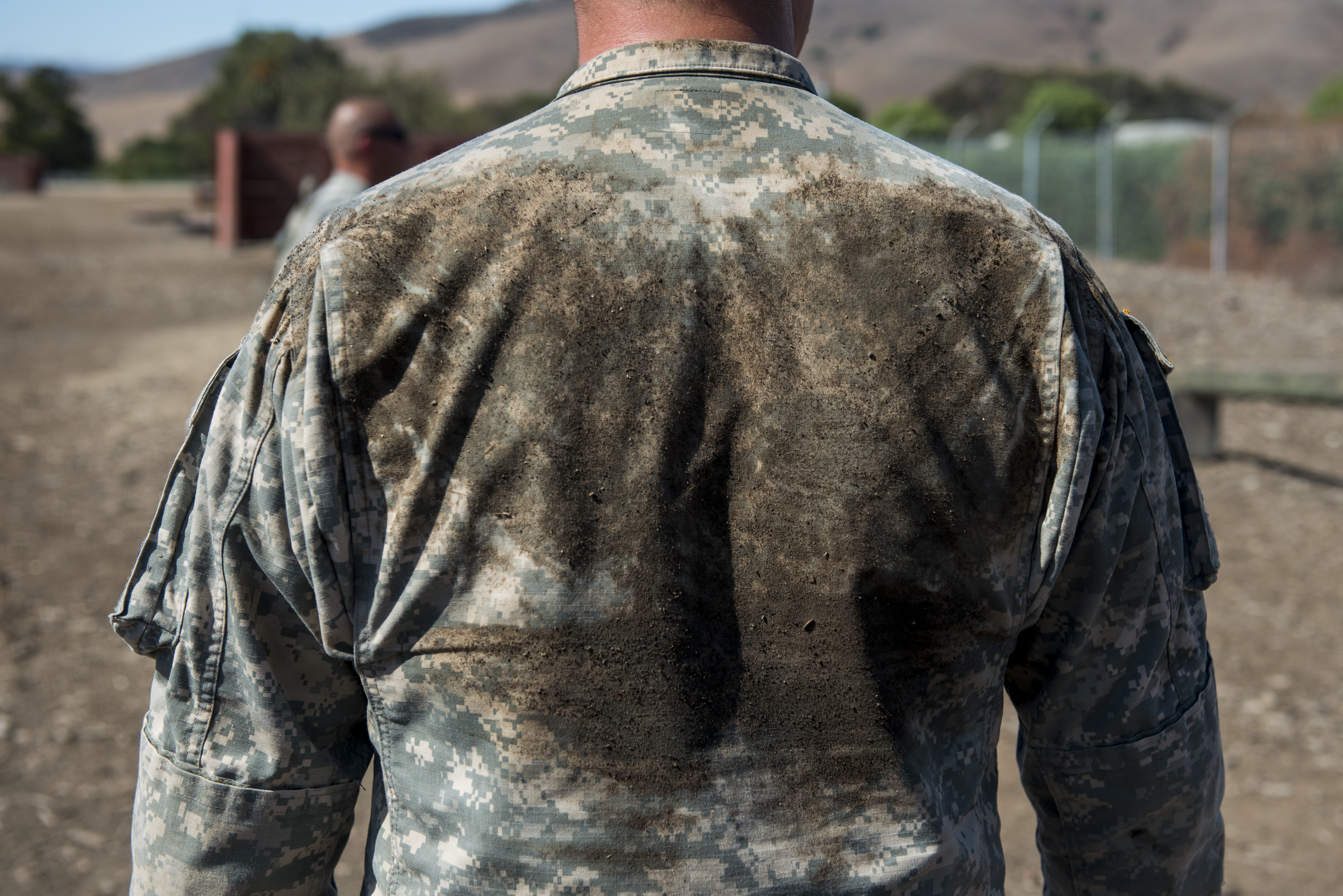

때(dirt)란 사람의 옷, 몸, 기타 소유물에 접촉하게 되면 묻어나서 그것을 더럽게 만드는 불결한 물질이다. 몸때 뿐만 아니라 먼지(dust), 오물(filth), 더께(grime), 흙(soil) 등이 모두 때가 될 수 있다.
사물이 때묻으면 각종 세정제를 사용해 때를 벗긴다. 목욕, 세탁, 청소 등 집안일의 대부분이 때를 제거하기 위한 목적을 가지고 있다.

## 같이 보기
- 청소노동자